# Repče, Trebnje
Repče so naselje v občini Trebnje.
Repče so gručasta vas jugovzhodno od Trebnjega na slemenu, od koder je lep razgled na Temeniško dolino. K naselju spadajo tudi Podrepče, ki so nižje v pobočju Trebnega vrha, v okolici vasi pa so njive Podlaz in Zaboršt. Na zahodni strani je Trebni vrh (581 m), ki ga domačini imenujejo tudi Vrhtrebnje, priljubljena izletniška in pohodniška točka Trebanjcev, Repče pa obdajajo gozdovi Šentan hrib, Reber, Stare laze in Dloge, v katerih je največ listavcev, iglavce pa so na območje prinesli s pogozdovanjem. V središču naselja je obnovljen vaški vodnjak.
Nad naseljem so sledovi kopanja železove rude (1880 – 1890), ki so jo vozili v železarno na Dvoru. Med NOB so se tu dalj časa zadrževale različne vojaške enote, leta 1944 pa je bila v vasi 2 meseca komanda mesta Trebnje. V tem času je bila tukaj tudi TV postaja ter partizanska čevljarska in krojaška delavnica.